# Casal Marino
El casal Marino és un edifici de les Borges Blanques (Garrigues) inclòs a l'Inventari del Patrimoni Arquitectònic de Catalunya.

## Descripció
És un habitatge unifamiliar orientat cap a llevant, s'estructura en una planta baixa i dos pisos. A la inferior, trobem dues grans portalades en forma d'arcada; al primer pis, tres balcons de ferro forjat disposats de manera regular a la façana; i ja al segon, tres finestres amb baranes sobre de les que hi ha petits òcul per a la ventilació. Aquesta ordenació seria una composició simètrica sinó fos perquè al primer pis, al costat d'un dels balcons laterals, hi ha una finestra amb un petit ampit de pedra que la trenca.
Totes les obertures estan remarcades per lloses de pedra que donen cert relleu i moviment a la façana, a més a més de cert toc de severitat. A l'interior de la casa hi ha un gran vestíbul amb escalinates i una porta d'accés al pati central de l'habitatge però es tracta ja de construccions posteriors.

## Història
Aquesta casa senyorial es comença el 1854 però no s'arriba a acabar; tan sols es fan les parets i la teulada. No és fins al 1945 quan s'acaba l'edificació per voluntat de l'aleshores propietaria de l'immoble, Maria Mas.
El juny de 1980 Silvestre Mas Basques feu donació del casal a la ciutat per a destinar-lo a fins socials i culturals. Aquest acte el commemora una placa a la façana on hi posa "Casal Mariano". Als noranta encara no s'havia produït la reforma però s'intentava convertir l'edifici en museu i arxiu municipal. Avui dia a l'edifici hi trobem associacions culturals l'Ateneu Popular Garriguenc, la Colla Sardanista Brut Natura, o serveis públics com l'Oficina de Joventut del Consell Comarcal de les Garrigues.